# 대화와 발전을 위한 세계 문화 다양성의 날
대화와 발전을 위한 세계 문화 다양성의 날(World Day for Cultural Diversity for Dialogue and Development)은 국제연합(UN)이 2002년 제57차 총회에서 제정한 '5월 21일, 대화와 발전을 위한 세계 문화 다양성의 날'이며, 2022년 기준으로 20주년이다.

## 목적
이 기념일의 제정 목적은 전 세계 인류가 직면하고 당면한 일방적인 문화의 획일화, 거대자본 및 소비문화에 의한 상업화, 종속화에 대응하여, 이에 대한 우리의 선택이 대화와 타협을 통한 다원적 가치를 보장함으로써 아울러 상호 존중을 전제로 민족 간 그리고 자본 간 갈등과 대립을 완화하고 더 나은 방향으로 한걸음 한걸음 내디디려는 취지에 있다고 할 수 있다.

## 같이 보기
- 유네스코 세종대왕 문해상